# Vadzim Straltsou
Vadzim Mikalayevich Straltsou (30 de abril de 1986) é um halterofilista bielorrusso, medalhista olímpico. 

## Carreira
Vadzim Straltsou competiu na Rio 2016, na qual conquistou a medalha de prata na categoria até 94kg.